# Lamprotornis
Lamprotornis este un gen de grauri mari lucioși, toți trăind în Africa, la sud de Sahara. Au părțile superioare lucioase de culoare albastru sau verde, ceea ce se datorează granulelor goale de melanină dispuse într-un singur strat lângă suprafața barbulei penei. Acest aranjament unic a făcut ca în unii grauri lucioși plasați anterior în genul Spreo să fie transferați în Lamprotornis, deoarece împărtășeau această caracteristică.
Genul Lamprotornis a fost introdus de zoologul olandez Coenraad Jacob Temminck în 1820. Specia tip a fost ulterior desemnată drept graurul cu coadă lungă.

## Specii
Genul conține 23 de specii.
- Graur cu umeri roșii, Lamprotornis nitens
- Graur mare cu urechi albastre, Lamprotornis chalybaeus
- Graur mic cu urechi albastre, Lamprotornis chloropterus
- Graur de sud cu urechi albastre, Lamprotornis elisabeth
- Graur cu coadă violet, Lamprotornis chalcurus
- Graurul splendid, Lamprotornis splendidus
- Graurul principatului, Lamprotornis ornatus
- Graur de smarald, Lamprotornis iris
- Graur purpuriu, Lamprotornis purpureus
- Graurul lui Rüppell, Lamprotornis purpuroptera
- Graur cu coadă lungă, Lamprotornis caudatus
- Graur cu piept auriu, Lamprotornis regius
- Graurul lui Meves, Lamprotornis mevesii
- Graurul lui Burchell, Lamprotornis australis
- Graur cu coadă ascuțită, Lamprotornis acuticaudus
- Graurul superb, Lamprotornis superbus
- Graurul lui Hildebrandt, Lamprotornis hildebrandti
- Graurul lui Shelley, Lamprotornis shelleyi
- Graur cu burtă ruginie, Lamprotornis pulcher
- Graurul lui Ashy, Lamprotornis unicolor
- Graurul lui Fischer, Lamprotornis fischeri
- Graur bicolor, Lamprotornis bicolor
- Graur cu creștet alb, Lamprotornis albicapillus

Limitele acestui gen necesită revizuire. De exemplu, graurul cu burtă neagră este uneori plasat într-un gen separat Notopholia. Pe de altă parte, genuri precum Coccycolius, Spreo și Compsarus sunt uneori incluse în Lamprotornis. (Zuccon și alții 2006)

## Galerie

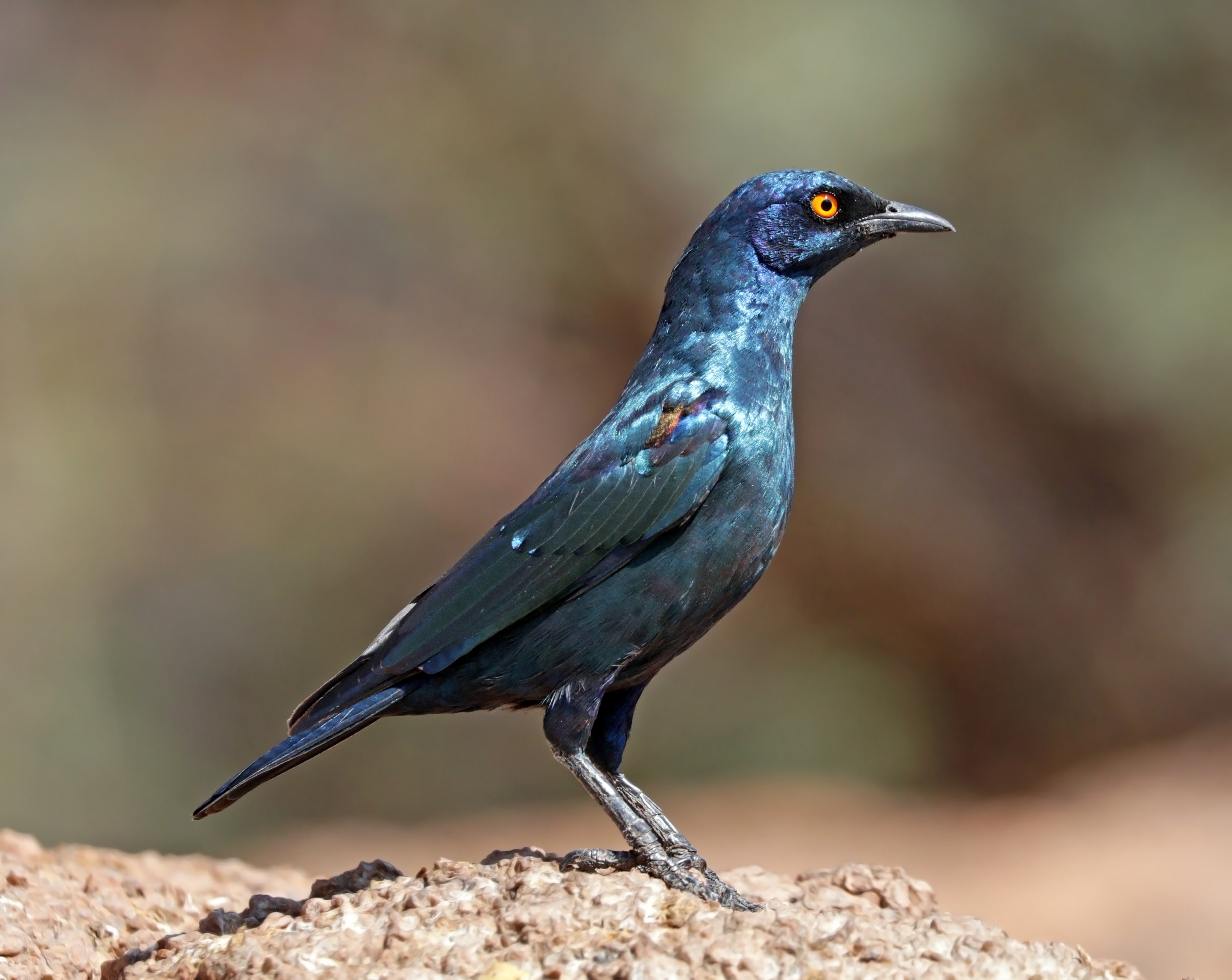
Lamprotornis nitens
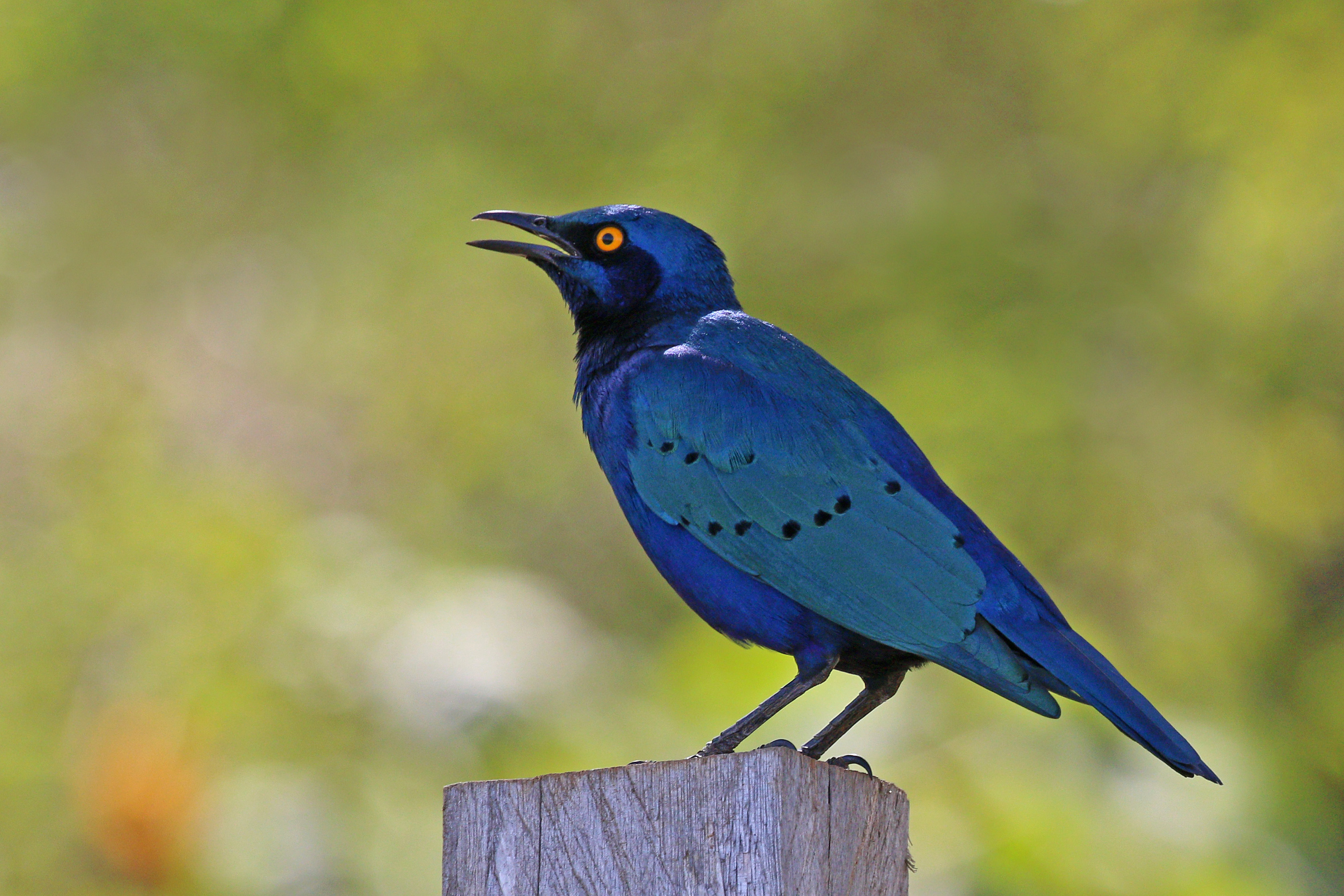
Lamprotornis chalybaeus
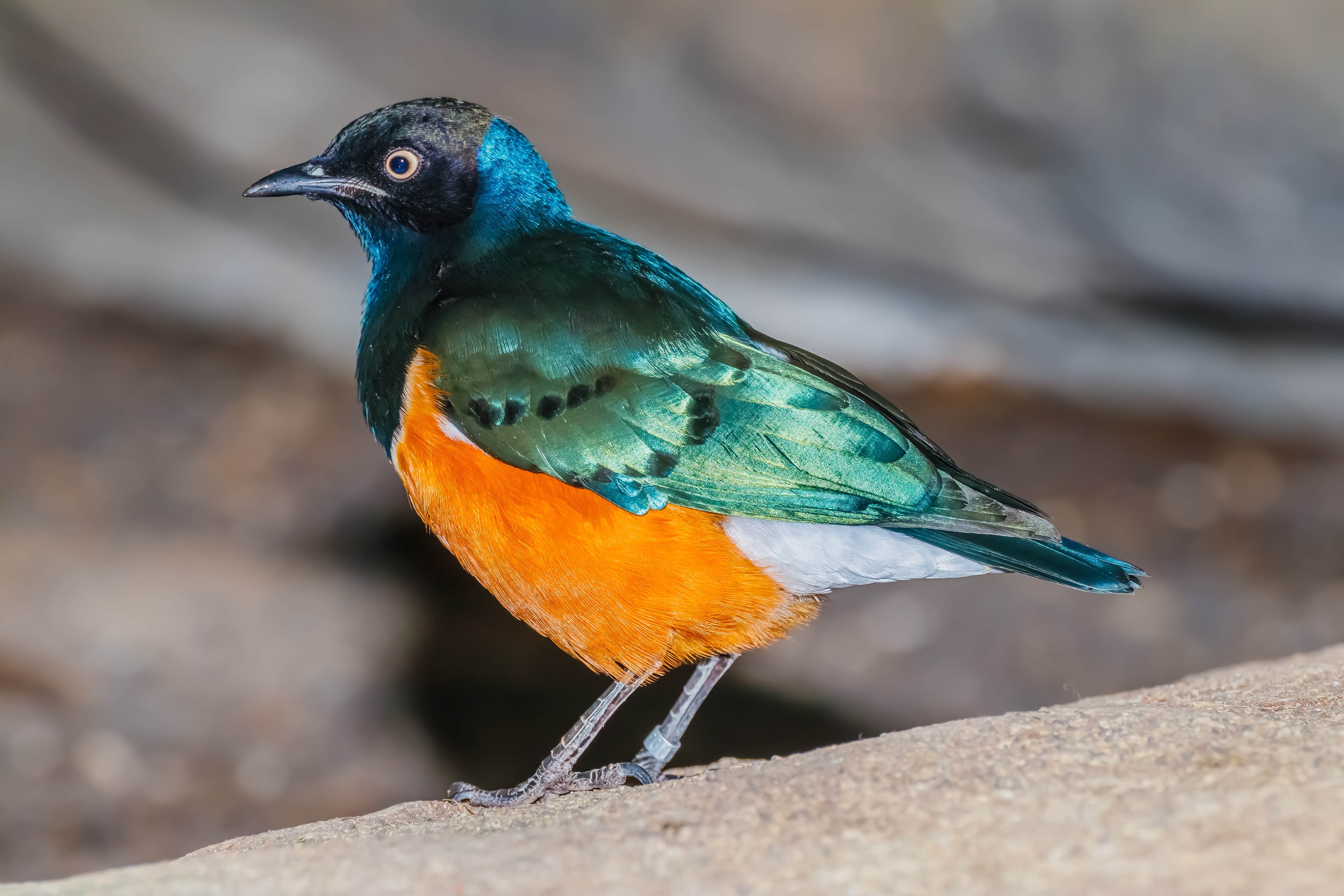
Lamprotornis superbus
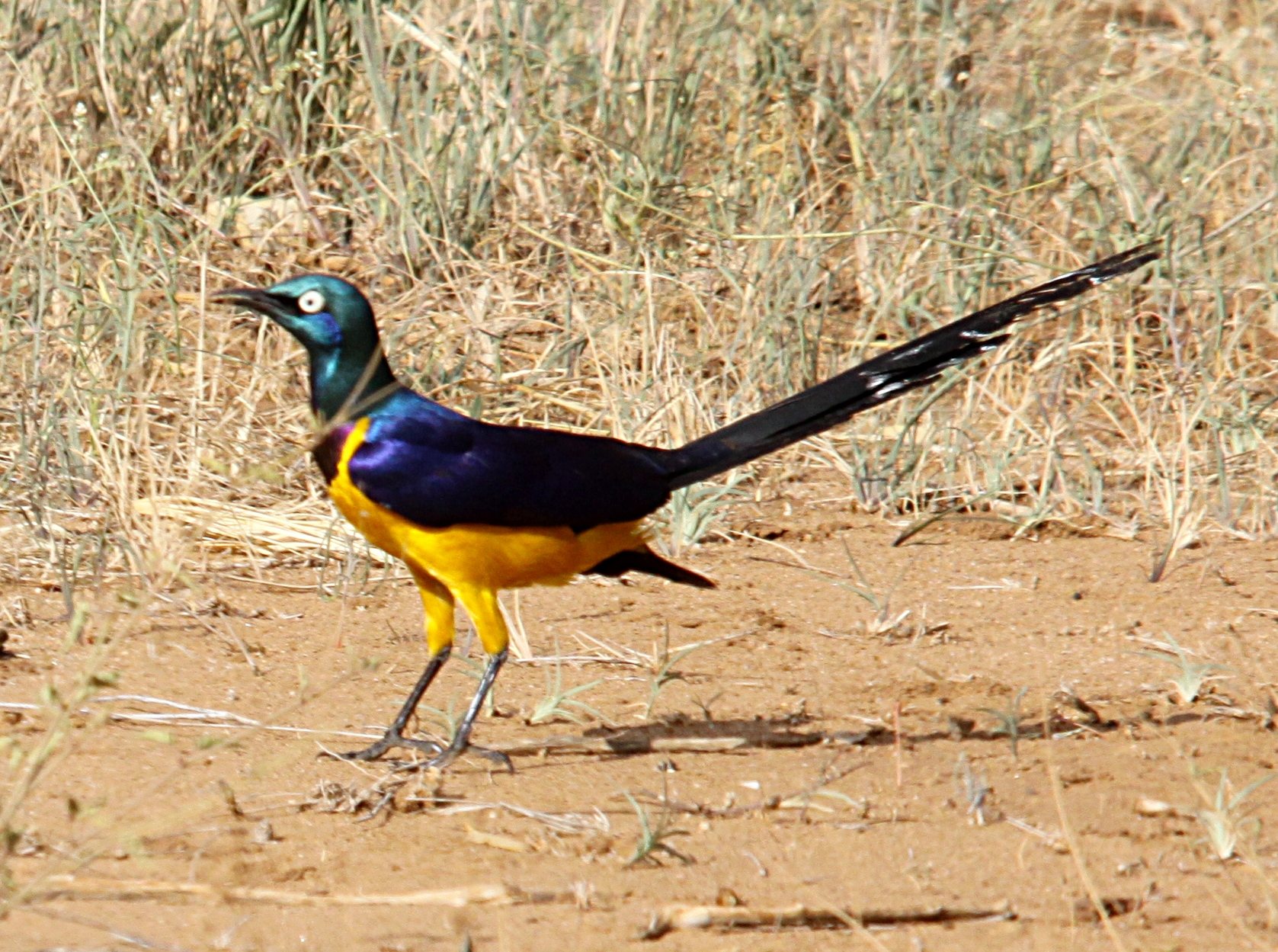
Lamprotornis regius
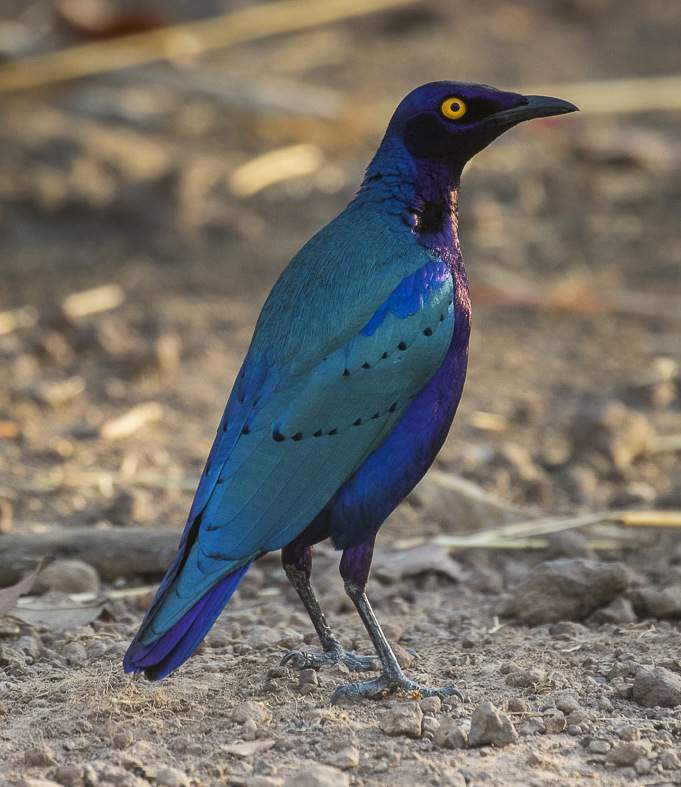
Lamprotornis purpureus
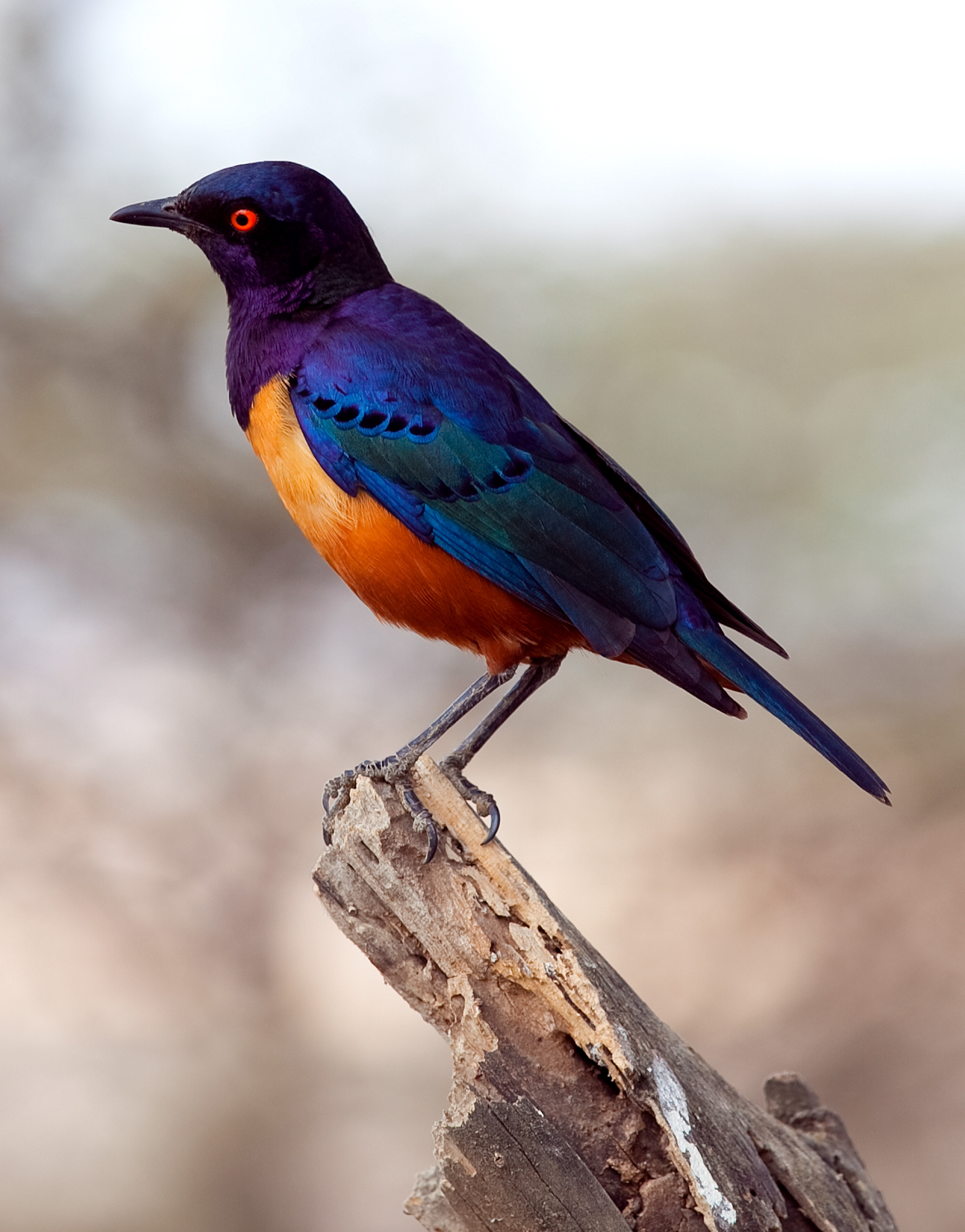
Lamprotornis hildebrandti
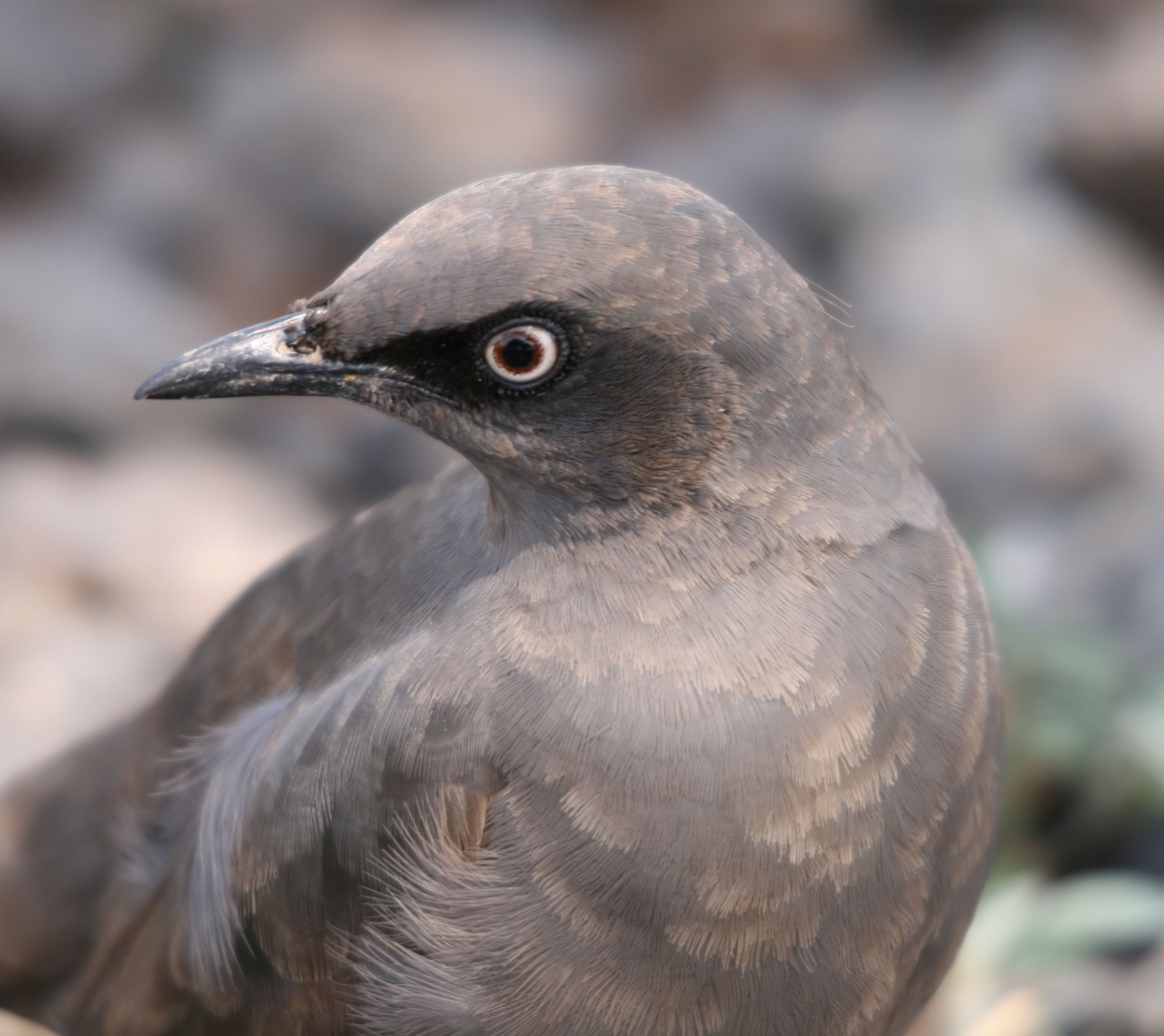
Lamprotornis unicolor